# Glenwood (Terra Nova e Labrador)
Glenwood é uma pequena cidade localizada na região nordeste da província de Terra Nova e Labrador, Canadá. De acordo com o censo canadense de 2016, a cidade tinha uma população de 778 habitantes.